# Joaquín Aznar Belmonte
Joaquín Aznar Belmonte   (Barcelona, 5 de juliol de 1909 - Barcelona, 6 d'octubre de 1968) fou un futbolista i jugador de tennis de taula català de la dècada de 1930 i entrenador.
Es formà a l'infantil de l'Espanyol. El 1927 fitxà pel FC Gràcia, on ben aviat esdevingué titular. El 1929 retornà al RCD Espanyol. Jugà tres temporades amb el primer equip entre 1929 i 1932 primer com a suplent de Ricard Zamora i a continuació compaginant la titularitat. El 1932 passà a l'equip reserva, fins al 1934, any en què es va retirar en patir una fractura de clavícula en una topada amb un davanter del Martinenc.
Posteriorment destacà en el tennis de taula, primer com a jugador i després com a entrenador a clubs com el Club de 7 a 9 i CT Barcino.